# 八藤後裕太
八藤後 裕太（やとうご ゆうた、1986年3月12日 - ）は、日本の元ラグビー選手。

## プロフィール
- 新潟県出身[1]。
- ポジションはロック(LO)、フランカー(FL)。
- 身長 184cm、体重 100kg
- ニックネームはやっと。
- 関東代表候補に選ばれたことがある[2]。

## 略歴
高校1年生からラグビーを始めた。
2004年、北越高校卒業後、京都産業大学に入る。
2008年、京都産業大学卒業後、NTTコミュニケーションズシャイニングアークスに加入。
2018年、現役を引退した。